# El Pontón
El Pontón és una de les vint-i-cinc pedanies que componen el municipi valencià de Requena i la pedania més propera a uns tres quilòmetres. Està situada en l'encreuament de la carretera d'Almansa (N-330) amb la d'Albacete (N-322), i també neix des d'aquí la carretera de la Vega. És, per tant, un dels llogarets millor comunicats. Tenia 378 habitants censats en 2015 segons les dades oficials de l'INE. Durant els mesos d'estiu la població creix considerablement, amb gent vinguda des de fora. El Pontón compta amb petits comerços, una benzinera, bars, i fins i tot amb un Centre Social que s'ha convertit en un lloc de trobada per a totes les edats, sobretot els caps de setmana. Aquest Centre Social disposa d'un servei de bar i, en l'exterior, una petita zona enjardinada amb gronxadors per als nens i un camp de bàsquet.
Les festes principals del Pontón són en honor de la seva patrona, la Verge del Carme, i se celebren des del 8 al 17 de juliol.